# Baza lotnicza Bagram
Baza lotnicza Bagram (IATA: OAI, ICAO: OAIX) w Afganistanie, w prowincji Parwan, w mieście Bagram. Jest oddalona o około 50 kilometrów na północ od stolicy kraju, Kabulu.
Niegdyś baza była wykorzystywana przez wojska radzieckie w czasie ich interwencji w Afganistanie.